# Krasobruslení
Krasobruslení je druh bruslařského zimního sportu, ve kterém je kladen důraz na umělecké ztvárnění piruet, skoků a kroků. Dělí se do čtyř základních disciplín, ve kterých běžně soutěží muži i ženy. Krasobruslaři se utkávají v soutěžích na národní a mezinárodní úrovni, jako jsou např. mistrovství Evropy, mistrovství světa, národní mistrovství, mistrovství čtyř kontinentů, Grand-Prix v krasobruslení aj. Krasobruslení je také jednou z oficiálních disciplín zimních olympijských her.
Mnoho krasobruslařů působí po skončení své amatérské závodní kariéry jako trenéři, nebo vystupují v různých ledních revue.

## Disciplíny
Krasobruslení se dělí do následujících disciplín:
- Jednotlivci (muži a ženy)
- Sportovní páry
- Tance na ledě
- Synchronizované bruslení

## Historie

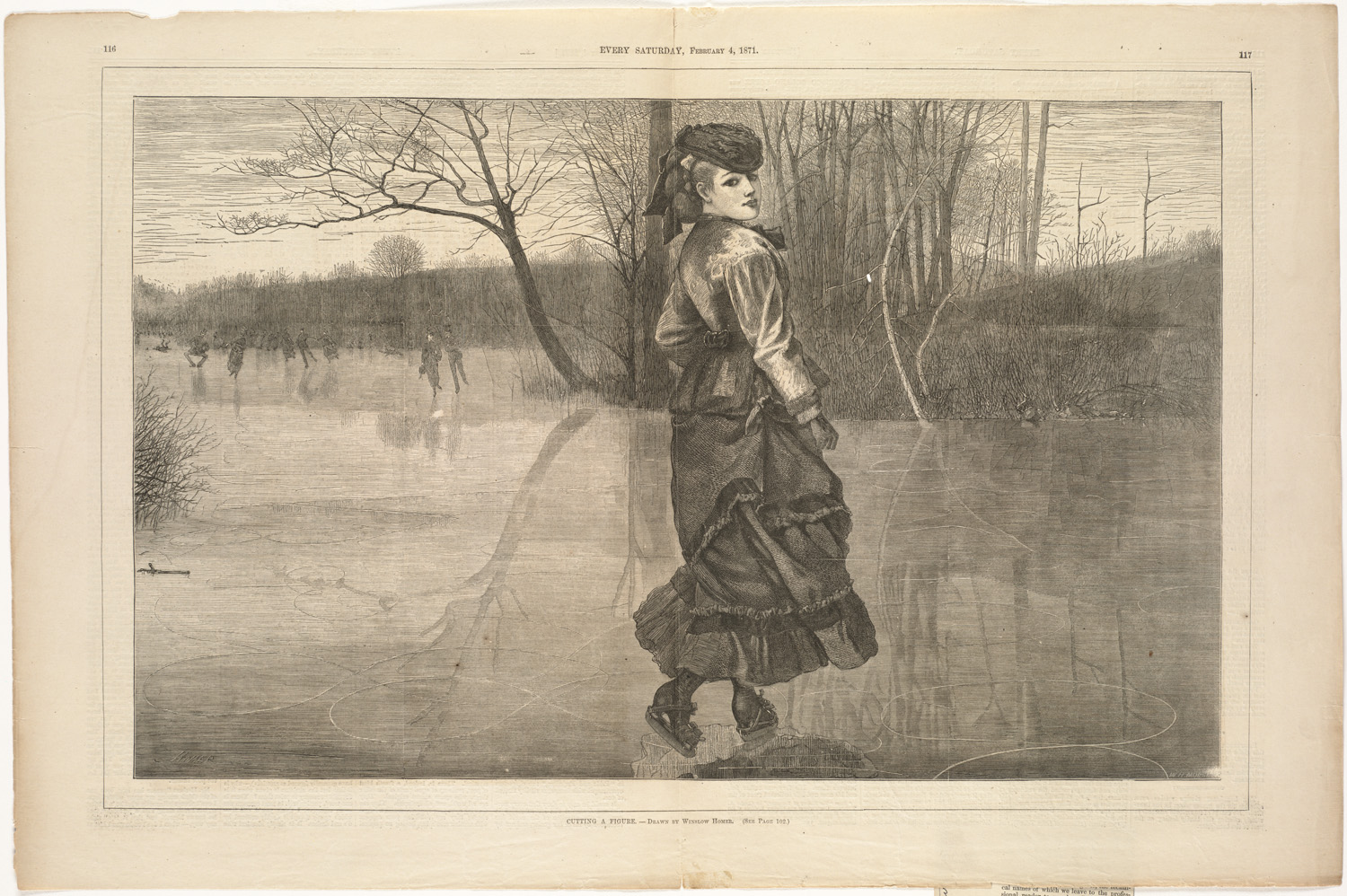
Jízda do osmiček, 1891 (Boston Public Library)

Kolébkou krasobruslení je Velká Británie, první krasobruslařský závod se zde konal v roce 1814. Odtud se krasobruslení šířilo do celé Evropy a Ameriky. V USA přidali ke krasobruslení ještě hudbu a taneční a baletní prvky.
Při výletu k prvopočátkům krasobruslení jako sportovního odvětví musíme nejdříve mluvit jen o bruslení, které se až později rozdělilo do dvou různých sportovních disciplín, krasobruslení a rychlobruslení.
První historické zmínky o bruslení pocházejí z Dánska z roku 1134, nejstarší anglická zmínka je datována do roku 1174. Archeologické nálezy (brusle vyrobené z kostí) datují vznik bruslení až do doby bronzové a kamenné.
Primitivní začátky krasobruslení lze nalézt v Nizozemí 13. a 14. stol. – dřevěné brusle opatřené na spodní straně železným plátkem – k rozjetí však bylo nutné použít hole. Až náhoda, kdy nizozemský truhlářský učeň změnil při zasazování želízek vodorovnou polohu za svislou, přinesla změnu. Bruslaři odložili hole, pohyb se stal volnější, rychlejší a ovladatelnější. V nizozemském Holandsku bylo bruslení zábavou prostého lidu, jak dokazují některé obrazy od starých mistrů, v jiných zemích, a také v Česku, bylo bruslení výsadou šlechtických rodů. Počátkem roku 1610 byl na dvoře Rudolfa II. uspořádán velký karneval na ledě.
Rozvoj „skutečného“ krasobruslení začal teprve v 18. století, když nože dostaly lehce zahnutý tvar, což umožnilo provádět otáčky a komplikovanější prvky.
Nebruslilo se jen v západní Evropě, ale také na východě, zejména v severní části Ruska. V roce 1838 byla v Petrohradě vydaná knížka pod názvem Zimní zábavy a umění jezdit figury na bruslích. Podává svědectví o tom, že bruslení se věnovala nejen mládež, ale i dospělí. Na kovových bruslích se v Rusku jezdilo už v 17. stol. Car Petr I. Veliký si dal v roce 1637 vykovat pár železných bruslí. Nejprve se jim říkalo „skorochod“, teprve později, když přední část bruslí získala ozdobu koňské hlavy, dostaly název, kterého se používá dodnes – „koňky“.

## Kluziště a zimní stadiony

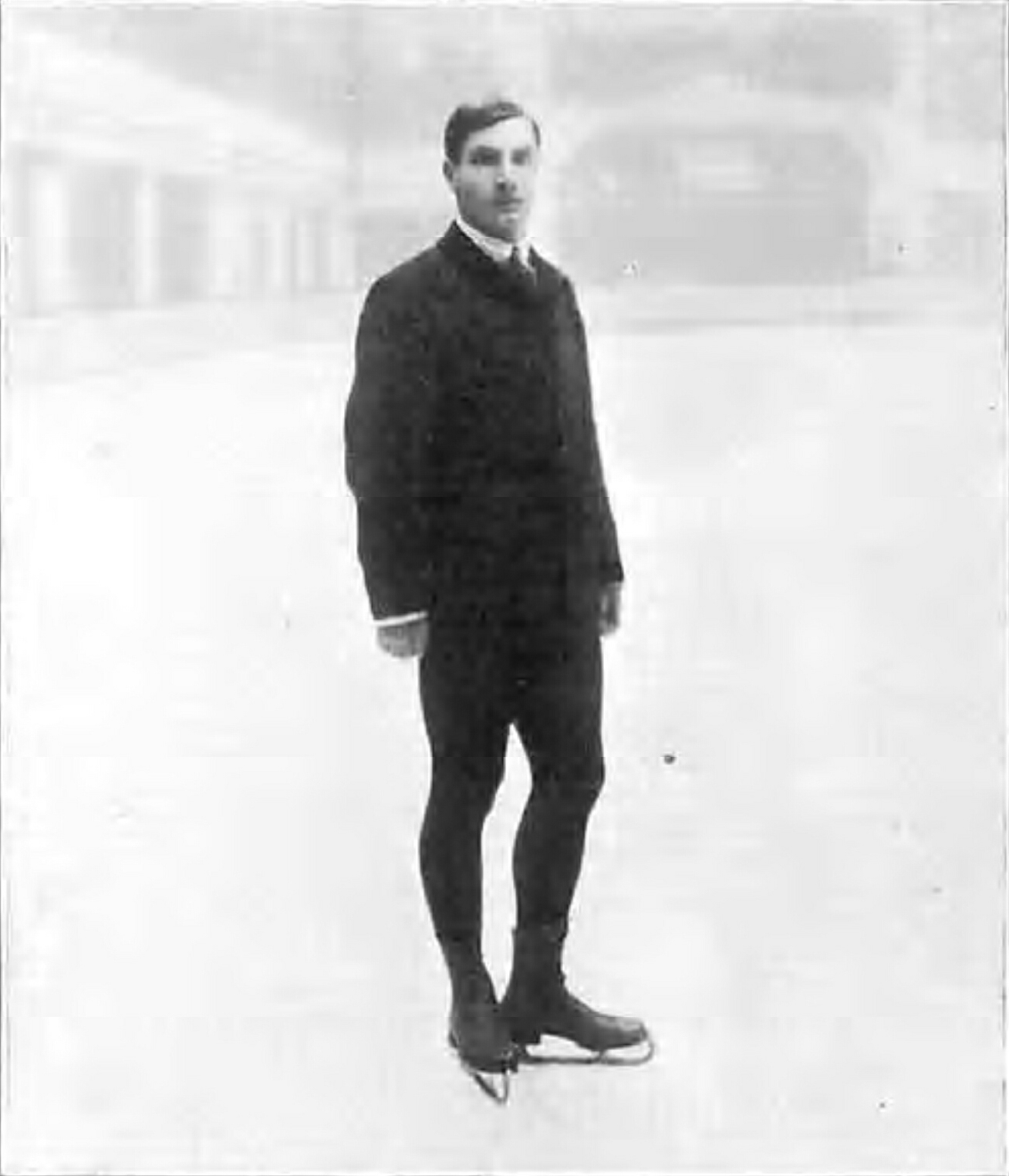
První olympijský vítěz v krasobruslení Ulrich Salchow na Letních olympijských hrách 1908 v Londýně

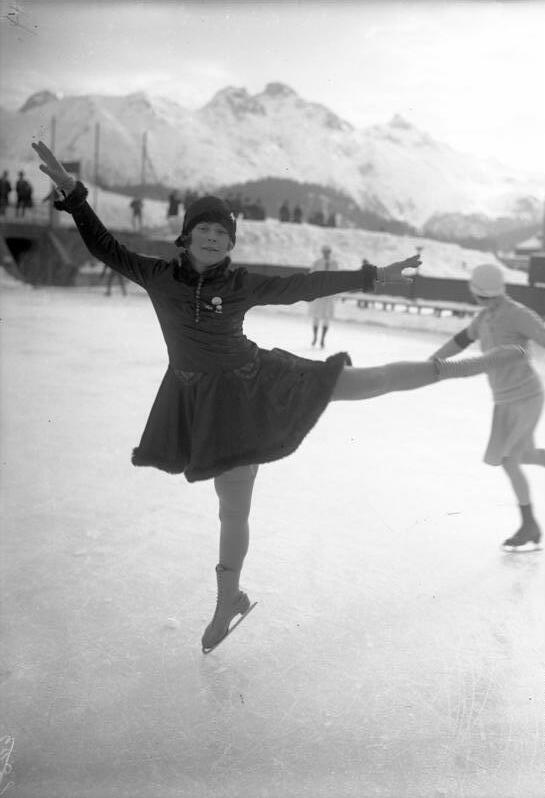
Mistryně světa v krasobruslení Sonja Henie (1931)

Prvními kluzišti byly samozřejmě zamrzlé rybníky a řeky. První umělé kluziště bylo postaveno už v roce 1876 v Londýně (Chelsea). Výstavba dalších umělých kluzišť byla rozhodující pro následující rozvoj tohoto sportu.
- Absolutně největší zastřešený zimní stadion byl postaven v roce 1960 v Tokiu, Japonsko. Ledová plocha zabírá úctyhodných 4000 m².
- Japoncům patří i další prvenství – největší otevřené kluziště, postavené v roce 1976, s plochou 15 400 m².

Zimní stadiony nalezneme po celém světě – v Kanadě, USA, Švédsku a dalších evropských zemích, ale také ve Španělsku či v Africe, např. na Pobřeží slonoviny.

## Pravidla a soutěže
První mezinárodní krasobruslařské soutěže se konaly roku 1882 ve Vídni, podle soutěžního řádu zvaného Regulativ. Ten byl odvozen z učebnice žáků Jacksona Hainese – Dr. Körpera, Wirtha a Diamantidiho Spuren auf dem Eise (Stopy na ledu), vydané roku 1881.
Tento Regulativ později převzala také Mezinárodní bruslařská unie (angl. International Skating Union, zkr. ISU), a tak vznikla pravidla, která v pozměněné podobě fungují dodnes. K výraznějším změnám došlo zavedením krátkého programu a ve změně poměrů mezi hodnocením povinné a volné jízdy (povinná jízda je část soutěže skládající se z předem stanovených prvků hodnocených nominálními hodnotami, které musí účastníci provést povinně; mají ale např. právo zvolit si pouze jednu osmnáctibodovou kombinaci a když se nepovede nebo ji není kam zařadit z hlediska uměleckého dojmu, mohou ji rozložit do několika jednodušších prvků).
Rozvíjející se dovednosti krasobruslařů a narůstající požadavky na lepší a objektivnější hodnocení přiměly ISU vytvořit nový systém hodnocení, který je platný od sezóny 2004/2005 a odsunul stávající tzv. „šestkový systém“ do historie. Základem nového systému je nový výpočet soutěžních výsledků a jednotlivých hodnot předvedených prvků. Zavedení digitálního videosystému umožňuje rozhodčím přehrát si jednotlivé prvky znovu, a tak je lépe a objektivněji zhodnotit.
- Při prvních vídeňských soutěžích zaujal mladičký Nor Axel Paulsen, který předvedl svůj slavný skok, který dodnes patří k povinným prvkům.
- První mistrovství Evropy se konalo už v roce 1891, ještě před založením ISU, a prvním mistrem Evropy se stal Němec Oskar Uhlig.
- První mistrovství světa se konalo 1896 v Petrohradě. Opět vyhrál Němec, tentokrát Gilbert Fuchs. O pět let později vyhrál svůj první světový titul legendární Švéd Ulrich Salchow. To se mu podařilo ještě 9 krát. Po ukončení závodní kariéry se Ulrich Salchow stal dlouholetým předsedou Mezinárodní bruslařské unie.
- Jeho úžasný rekord napodobily v letech 1927–1936 stejně legendární Norka Sonja Henieová a v letech 1969–1978 také Irina Rodninová, která své první čtyři tituly ve sportovních dvojicích získala s Alexejem Uljanovem a dalších šest titulů se svým manželem Alexandrem Zajcevem.
- Ženy začaly o titul mistryně světa bojovat v roce 1908 v Davosu, o první titul mistryně Evropy teprve v roce 1930 ve Vídni. První evropskou mistryní se stala Rakušanka Fritzi Burgerová; v letech 1927–1936 dominovala ženskému krasobruslení Norka Sonja Henie
- Ve Vídni 1930 se také poprvé uskutečnilo mistrovství Evropy sportovních párů. O světový titul soutěžily také daleko dříve – již od roku 1908.
- Druhou nejmladší krasobruslařskou disciplínou jsou tance na ledě. Na světových šampionátech se objevily teprve v roce 1956 v Paříži a o dva roky později také na evropském mistrovství v Bolzanu. Od roku 1976 jsou tance na ledě standardní součástí v programu zimních olympijských her.
- Vůbec nejmladší krasobruslařskou disciplínou a zároveň i jedinou disciplínou týmovou je synchronizované bruslení, jehož rozvoj probíhá přibližně od konce 50. let 20. století. Není součástí programu olympijských her a má své závody od ostatních disciplín obvykle organizačně odděleny.

## Krasobruslení na olympijských hrách
- 1908 v Londýně proběhla první olympijská soutěž v krasobruslení. Na pořadu byly čtyři disciplíny: bruslení žen a mužů, sportovní dvojice a speciální figury. Soutěž ve speciálních figurách už pak ale nikdy nebyla opakována. Prvním olympijským vítězem se stal Ulrich Salchow.
- Druhý olympijský závod proběhl na Letních olympijských hrách 1920 v Antverpách, šest let po posledním mistrovství světa 1914. Celkem se zúčastnilo 9 mužů, 6 žen a 8 párů ze šesti zemí.
- V roce 1924 proběhly První zimní olympijské hry v Chamonix. Zúčastnilo se jich 29 soutěžících, z toho 16 mužů a 13 žen z jedenácti zemí.
- Zimních olympijských her 1976 v Innsbrucku se účastnilo již 105 olympioniků (52 mužů a 53 žen) z 18 zemí.

## Vybavení

### Nože
Krasobruslařské nože, vyrobené z tvrdé oceli, jsou 3 až 4 milimetry široké. Jsou jen nepatrně zahnuté – což umožňuje provádět složité obraty a prvky. Jsou zbroušeny tak, že vznikají dvě hrany (vnitřní a vnější), mezi kterými je žlábek. Tyto hrany usnadňují bruslaři zrychlovat a ovládat jízdu. Špička je ozubená, používá se při odpíchnutých skocích nebo k provádění krokových prvků.

### Boty
Boty jsou zpravidla zhotoveny na míru, silně vyztužené, šněrovací, do výšky lýtek, s tlustým koženým vnitřkem a dodatečným vyztužením v oblasti kotníku.

### Kostýmy
Kostýmy jsou ovlivňovány charakterem programu a volbou hudebního doprovodu. Měly by výkon korunovat, ne odvádět pozornost nebo dokonce pobuřovat.
Dřívějším přísným pravidlem byly sukně pro ženy, dnešní pravidla již umožňují, aby ženy vystupovaly i v kalhotovém kostýmu – dokonce i v tancích – musí to však být explicitně uvedeno v úpravě pravidel, které každoročně uveřejňuje ISU. Muži musí i nadále nosit dlouhé kalhoty – které však nesmějí být trikotové (přiléhavé). Jiné módní doplňky, které nejsou pevně přichyceny na kostýmu, stejně jako různé jiné pomůcky, nejsou v soutěži povoleny.

### Historie rozvoje kostýmů
Od vzniku bruslení jako sportu v druhé polovině 19. století se mnohé změnilo: metoda hodnocení, pravidla, organizace, průběh soutěží, technika bruslení, stadiony a ledové plochy, materiál a také kostýmy.
Ale jeden aspekt se v průběhu času nezměnil: kostýmy stále sledují metody, vzory, materiály a barvy jednotlivých časových epoch. Když vzniklo krasobruslení v dnešním moderním smyslu, kostýmy jako takové neexistovaly. Bruslilo se v běžném denním oblečení: muži měli na sobě kalhoty a bundu, ženy dlouhé sukně až po kotníky. Gilbert Fuchs jako první zavedl legíny, které však dnes nejsou povoleny. Byla to fenomenální Sonja Heniová, nesporná krasobruslařská diva, která zavedla velkou novinku – krátkou sukni, kterou předvedla na prvních ZOH 1924.
Od té doby ji napodobovala spousta žen, které začaly nosit krátké sukně a přiléhavější kostýmy, které jim nebránily v pohybu a umožňovaly provedení složitějších figur.
V následujících dekádách došlo k velkým změnám v technické obtížnosti: jednoduché skoky se staly dvojitými a trojitými (a dnes už dokonce v podání některých špičkových závodníků také čtvernými), programy začaly vyprávět reálné příběhy. Tento rozvoj ovlivnil také kostýmy, které se staly součástí soutěží, jedním z hlavních prvků uměleckého projevu společně s hudbou a zvoleným tématem.
- v 70. a 80. letech 20. století byly moderní krátké sukně a kalhoty do zvonu. Barva kostýmů byla nevýrazná, bez barevných odstínů a bez jasných vzorů.
- v 80. a 90. letech 20. století se těšily velké přízni kostýmy s flitry. Oblíbené byly světlé a teplé barvy, vzory byly jasnější. Kalhoty měly rovný střih, sukně byly vepředu kratší a vzadu delší.

Různé ozdoby namísto flitrů, delší sukně, dechberoucí výstřihy. Užívání textilií propůjčující falešnou nahotu skoro vymizelo. Rozmanité ozdoby dnes nosí už i muži a jejich košile jsou často otevřené. Hlavní snahou však zůstává podchytit téma jízdy a přivést je k životu, nejen výběrem vhodného hudebního doprovodu a projevem na ledě, ale také za pomoci kostýmů.
Kostýmy se stávají „nesmrtelnými“. Který krasobruslařský nadšenec by si nepamatoval na kostým Oxany Griščukové se Swarovski křížem, když se svým partnerem Jevgenijem Platovem vyhrála olympijské zlato r. 1998? Nebo na taneční pár Jayne Torvillová a Christopher Dean a jejich fialový kostým ze slavného Bolera? Nebo kostým mušketýra, vynikajícího francouzského krasobruslaře Philippa Candelora, který měl na sobě, když vyhrál svou druhou bronzovou olympijskou medaili r. 1998?
Kostýmy byly a jsou v krasobruslení velmi důležité. Krasobruslení není jen sport, ale také jistý druh pohybového umění. Kostým je to první, co diváka zaujme a zůstane mu v paměti.

## Krasobruslařské prvky

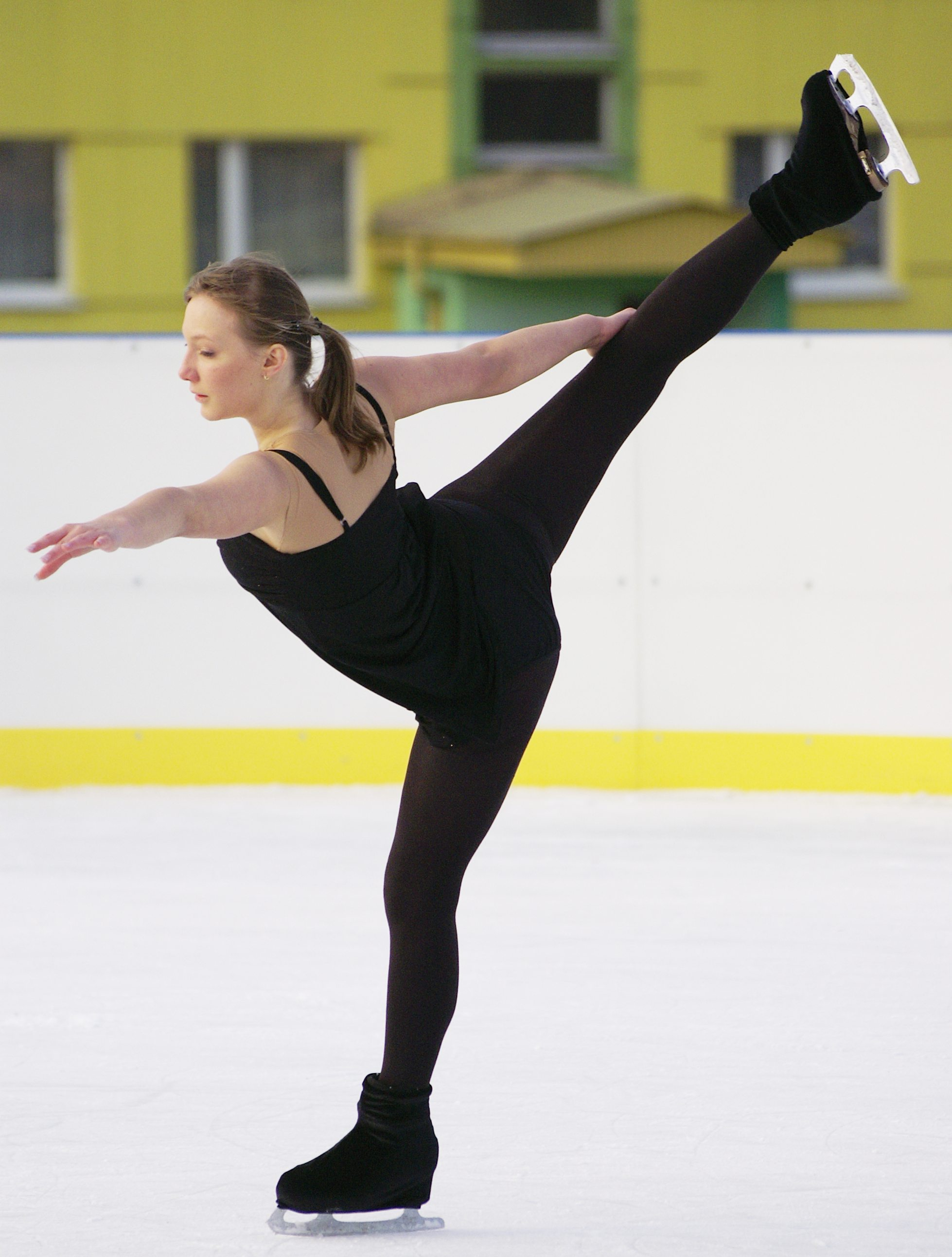
Krasobruslařská arabeska

Jak už bylo řečeno, krasobruslení je umělecké ztvárnění skoků, kroků a piruet. Tyto prvky jsou pojmenované dle provedení – popředu, pozadu, z vnitřní nebo vnější hrany brusle.
Ke skokům patří kadet, salchow, toeloop, rittberger, flip, lutz a axel, které se skáčou s jednou, dvěma, třemi, a dokonce i čtyřmi obrátkami. Mimo nosné prvky (skoky, kroky, piruety) sem patří také různé spojovací prvky jako váha, arabesky, měsíc, aj.
K prvkům typickým pro sportovní dvojice patří odhozené a twistované skoky, zvedané figury a spirála smrti.

### První skokani
První skokani jednotlivých skoků:
| Skok \ Otočky | 1                                   | 2                                    | 3                                            | 4                                           |
| ------------- | ----------------------------------- | ------------------------------------ | -------------------------------------------- | ------------------------------------------- |
| Axel          | 1882 Axel Paulsen ~1920 Sonja Henie | 1948 Dick Button 1953 Carol Heissová | 1978 Vern Taylor 1988 Midori Ito             | 2022 Ilia Malinin –                         |
| Salchow       | 1909 Ulrich Salchow                 | – 1936 Cecilia Colledgeová           | 1955 Ronald Robertson 1962 Petra Burkaová    | 1997 Timothy Goebel 2002 Miki Andová        |
| Rittberger    | 1910 Werner Rittberger              |                                      | 1952 Dick Button 1968 Gabriele Seyfertová    | 2016 Juzuru Hanjú –                         |
| Flip          | 1913 Bruce Mapes                    |                                      | – 1981 Katarina Wittová                      | 2016 Šoma Uno 2019 Alexandra Trusovová      |
| Lutz          | 1913 Alois Lutz                     | 1949 Ája Vrzáňová                    | 1962 Donald Jackson 1978 Denise Biellmannová | 2011 Brandon Mroz 2018 Alexandra Trusovová  |
| Toeloop       | ~1920 Bruce Mapes                   |                                      | 1964 Thomas Litz –                           | 1988 Kurt Browning 2018 Alexandra Trusovová |

1. ↑  Již v roce 1961 skočily 3S Helli Sengstschmidová (Aut) a Jana Mrázková (Cze)
2. ↑  V roce 1913 se skok, dnes známý jako flip, stal známým pod jeho příjmením, ale není jisté, zda byl vynálezcem
3. ↑  Prvním skokanem čtverného toeloopa byl československý krasobruslař Jozef Sabovčík, kterému však nebylo toto prvenství připsáno

## Zajímavost
Krasobruslení je jediný olympijský sport, kde faktickou polovinu ze všech čtyř základních soutěžních disciplín absolvují muži a ženy společně v páru, jde o jeden z mála sportů, kde muži závodí společně v páru se ženami.